# De dödligas förförare
De dödligas förförare (The Tale of the Body Thief i original) är den fjärde boken i Vampyrkrönikan av Anne Rice. Boken kom ut år 1992. I den är Lestat deprimerad över att vara vampyr så när han träffar på en man som lockar med att de kan byta kroppar går han med på det. Det visar sig då att han bytt bort sin mäktiga, ungdomliga vampyrkropp mot en sjuklig och dödlig kropp, vilket ogillas av de övriga vampyrerna. Lestat söker, med hjälp av sin dödlige vän David, upp mannen han bytt kropp med och lyckas så småningom byta tillbaka och förlikar sig då med sitt öde som vampyr.